# محمد السادة
محمد عز الدين السادة لاعب كرة قدم قطري، ولد في (14 أبريل 1994). 

## مسيرة اللاعب
لعب في نادي الغرافة ونادي البدع و نادي لوسيل.